# Bruno Segre (storico)
Bruno Segre (Lucerna, 11 agosto 1930 – Milano, 21 agosto 2023) è stato uno storico e filosofo italiano.

## Biografia
Figlio di Emanuele Segre (1889-1941), uno dei primi laureati della neo fondata Università Bocconi di Milano, e Kathleen Keegan (1895-1960), pianista e cantante angloirlandese, è stato allievo all'Università Statale di Milano della scuola filosofica di Antonio Banfi; si è occupato in gioventù di sociologia della cooperazione e formazione degli adulti nell'ambito del Movimento Comunità, collaborando a Ivrea con Adriano Olivetti. 
Dal 1964 al 1969 ha insegnato Storia della Filosofia e Storia della Pedagogia in Svizzera, alla scuola magistrale di Locarno. Dal 1980 al 1993 ha fatto parte del Consiglio di amministrazione del Centro di documentazione ebraica contemporanea di Milano. Dal 1991 al 2007 ha presieduto l’Associazione Amici di Neve Shalom - Wāħat as-Salām, villaggio in terra di Israele, nel quale si sperimenta e si promuove la cultura della pace e della tolleranza reciproca fra abitanti ebrei, musulmani e cristiani. L'impegno a favore del dialogo interreligioso e interculturale, nonché a favore della pace, è stata preponderante nella sua intensa attività di pubblicista e conferenziere. In questo ambito ha lungamente collaborato con Il Segretariato attività ecumeniche (SAE) e regolarmente  partecipato ai Colloqui ebraico-cristiani di Camaldoli. Dal 2001 al 2011 ha diretto il periodico di vita e cultura ebraica Keshet. 
Suoi contributi su vari aspetti e momenti della cultura e della storia degli ebrei sono apparsi in periodici quali Comunità, Confronti, Contemplate: The International Journal of Cultural Jewish Thought, Diario, Il Gallo, qdR – qualcosa di Riformista, QOL, Il Regno.

## Opere
- Bruno Segre, Geno Pampaloni e Giuseppe Tarozzi, Il prezzo del nord, Firenze, Vallecchi, 1960.
- Bruno Segre, Gli Ebrei in Italia, Milano, Fenice 2000, 1993.
- Bruno Segre, La Shoah. Il genocidio degli ebrei d’Europa, Milano, Il Saggiatore, 1998.
- Bruno Segre, Shoah. Gli ebrei, il genocidio, la memoria, Milano, Il Saggiatore, 2003.
- Bruno Segre, Israele la paura la speranza. Dal progetto sionista al sionismo realizzato, Correggio, Wingsbert House, 2014.
- Bruno Segre, Adriano Olivetti. Un umanesimo dei tempi moderni, Reggio Emilia, Imprimatur editore, 2015.
- Bruno Segre, Che razza di ebreo sono io, Bellinzona, Edizioni Casagrande, 2016.
- Bruno Segre e Alberto Saibene, Il funerale negato ovvero L'ombra lunga dei Patti Lateranensi, Forlì, Una città, 2020.

| Controllo di autorità | VIAF (EN) 98199550 · ISNI (EN) 0000 0003 7520 1758 · SBN CFIV127864 · LCCN (EN) nb91035077 · GND (DE) 1053951019 · BNF (FR) cb169773920 (data) · J9U (EN, HE) 987007267706505171 |